# Allocormodes intractabilis
Allocormodes intractabilis is een insect uit de familie van de vlinderhaften (Ascalaphidae), die tot de orde netvleugeligen (Neuroptera) behoort. 
Allocormodes intractabilis is voor het eerst wetenschappelijk beschreven door Walker in 1860.